# Zygmunt Józefczak
Zygmunt Józefczak (ur. 30 kwietnia 1947 w Poznaniu, zm. 24 lipca 2022 w Krakowie) – polski aktor teatralny, telewizyjny i filmowy.

## Życiorys
Absolwent krakowskiej PWST w 1969 roku. Pierwsze dwa sezony spędził w Teatrze Ludowym w Nowej Hucie, gdzie debiutował rolą Sir Ryszarda w „Królu Janie” w reżyserii Ireny Babel. 
Od 1971 roku aktor Narodowego Starego Teatru w Krakowie. Zagrał Anioła Stróża w „Dziadach” i Mówcę / Maską w „Wyzwoleniu” Konrada Swinarskiego. Andrzej Wajda powierzył mu role Jerzego Boreńskiego w przedstawieniu „ Z biegiem lat, z biegiem dni…”, a także Generała Chłopickiego w „Nocy listopadowej”.
Współpracował z reżyserem Jerzym Jarockim przy sześciu spektaklach. Zagrał w kilku inscenizacjach Krystiana Lupy, Michała Borczucha, a także w „Kupcu” Michała Zadary, „Królu Ubu” Jana Klaty i „3SIOSTRACH” Luka Percevala. W latach 1970–2003 współpracował sporadycznie z Zespołem MW 2.
W filmie i telewizji współpracował z takimi reżyserami, jak: Andrzej Wajda, Krzysztof Zanussi, Laco Adamik, Filip Bajon, Andrzej Domalik, Krzysztof Nazar. Także z reżyserami zagranicznymi – Giacomo Battiato, John Kent Harrison, Márta Mészáros. 
Od 1976 roku jest pedagogiem Wydziału Aktorskiego AST w Krakowie. 
W kwietniu 2022 miał wypadek na schodach w którym doznał urazu neurologicznego. Zmarł 24 lipca 2022 w wieku 75 lat.

## Filmografia

### Filmy kinowe
- 2016: Dark Crimes jako ojciec Kozłowa

### Filmy TV
- 2005: Jan Paweł II jako biskup Eugeniusz Baziak

### Seriale TV
- 2018: Botoks jako ksiądz (odc. 6)
- 1996: Opowieść o Józefie Szwejku i jego drodze na front jako porucznik (odc. 2, 6, 7)
- 1995: Opowieść o Józefie Szwejku i jego najjaśniejszej epoce (odc. 4)

## Nagrody i odznaczenia
- 1981 – Odznaka Miasta Krakowa za pracę społeczną dla miasta
- 2005 – Srebrny Krzyż Zasługi
- 2021 – Brązowy Medal „Zasłużony Kulturze Gloria Artis”
- Nagroda im. Aleksandra Zelwerowicza dla najlepszego aktora w sezonie 2020/2021 – nominacja[5]